# Distrito de Rohrbach
El distrito de Rohrbach es un distrito político del estado de Alta Austria (Austria). La capital del distrito es la ciudad de Rohrbach im Mühlkreis.

## Localidades con población (año 2018)
- Afiesl 394
- Ahorn 505
- Aigen-Schlägl 3212
- Altenfelden 2219
- Arnreit 1154
- Atzesberg 446
- Auberg 551
- Haslach an der Mühl 2536
- Helfenberg 1005
- Hofkirchen im Mühlkreis 1520
- Hörbich 420
- Julbach 1537
- Kirchberg ob der Donau 1055
- Klaffer am Hochficht 1311
- Kleinzell im Mühlkreis 1546
- Kollerschlag 1520
- Lembach im Mühlkreis 1530
- Lichtenau im Mühlkreis 498
- Nebelberg 632
- Neufelden 1276
- Neustift im Mühlkreis 1461
- Niederkappel 985
- Niederwaldkirchen 1816
- Oberkappel 725
- Oepping 1510
- Peilstein im Mühlviertel 1541
- Pfarrkirchen im Mühlkreis 1474
- Putzleinsdorf 1553
- Rohrbach-Berg 5134
- Sankt Johann am Wimberg 1029
- Sankt Martin im Mühlkreis 3757
- Sankt Oswald bei Haslach 501
- Sankt Peter am Wimberg 1,770
- Sankt Stefan am Walde 804
- Sankt Ulrich im Mühlkreis 633
- Sankt Veit im Mühlkreis 1206
- Sarleinsbach 2284
- Schwarzenberg am Böhmerwald 566
- Ulrichsberg 2843

## División administrativa
El distrito de Rohrbach se divide en 42 municipios.
En negrita se indican las ciudades, en cursiva las ciudades-mercado, y barrios, aldeas y otras subdivisiones de los municipios se indican con letras pequeñas.
- Afiesl
- Ahorn
- Aigen im Mühlkreis
- Altenfelden
- Arnreit
- Atzesberg
- Auberg
- Berg bei Rohrbach
- Haslach an der Mühl
- Helfenberg
- Hofkirchen im Mühlkreis
- Hörbich
- Julbach
- Kirchberg ob der Donau
- Klaffer am Hochficht
- Kleinzell im Mühlkreis
- Kollerschlag
- Lembach im Mühlkreis
- Lichtenau im Mühlkreis
- Nebelberg
- Neufelden
- Neustift im Mühlkreis
- Niederkappel
- Niederwaldkirchen
- Oberkappel
- Oepping
- Peilstein im Mühlviertel
- Pfarrkirchen im Mühlkreis
- Putzleinsdorf
- Rohrbach im Mühlkreis
- Sankt Johann am Wimberg
- Sankt Martin im Mühlkreis
- Sankt Oswald bei Haslach
- Sankt Peter am Wimberg
- Sankt Stefan am Walde
- Sankt Ulrich im Mühlkreis
- Sankt Veit im Mühlkreis
- Sarleinsbach
- Schlägl
- Schönegg
- Schwarzenberg am Böhmerwald
- Ulrichsberg